# 조지 W. 머리
조지 워싱턴 머리 (George Washington Murray, 1853년 9월 22일 ~ 1926년 4월 21일)는 미국의 정치인, 교사이자 농부였다.  섬터군 공화당의 의장을 지낸 후, 머리는 사우스캐롤라이나주로부터 미국 의원으로서 1890년대에 선출되었다.  그는 53회와 54회 의회들에서 단 하나의 흑인 의원이었다. 1895년 효과적으로 흑인들의 선거권을 빼앗고 공화당을 불구로 만든 헌법을 통과시켰기 때문에 머리는 100년 가까이 주에서 선출된 마지막 공화당원이었다. 1980년에 선출된 다음 공화당원은 투표인들과 당들의 재편성의 결과였다.
1905년 머리는 전체 백인으로 이루어진 배심원과 함께 자신이 차별적인 재판이었다고 말했던 것에 위조로 유죄 판결을 받고 3년 교도작업으로 선고를 받았다. 그는 주를 떠나 시카고로 이주하였다. 1915년 그는 사우스캐롤라이나주지사 콜먼 L. 블리즈에 의하여 이 사건에서 사면을 받았다. 시카고에서 머리는 다시 공화당에서 활동적이 되었다.  그는 인종 관계들과 자신의 정치 경력에 강의를 하고 자신의 연설집 2권을 출판하였다. 1926년 4월 21일 그는 뇌졸중으로 사망하였다.

## 어린 시절과 교육
머리는 피드몬트 대지에 놓인 사우스캐롤라이나주 섬터군에 있는 비법인지구 렘버트 근처에서 목화 농장에 노예로 태어났다. 그의 부모의 이름들은 알려지지 않았고 그는 남북 전쟁의 종말에 그들로부터 헤어졌다.  그는 2명의 형제 - 프린스와 프랭크가 있었다. 머리는 소년으로서 형식 교육을 받았다.
1871년부터 1874년까지 그는 교사로 일하였다. 그는 1874년 공화당 지배의 입법에 의하여 흑인 학생들에게 개장했던 컬럼비아에 있는 사우스캐롤라이나 대학교에 입학하였다.
1877년 재건 시대의 종말과 함께 백인 민주당원들이 주의 입법을 통제권을 되찾았다. 그들과 행정부는 대학을 폐문하여 흑인 학생들을 나가도록 강요하였다.  그해 입법부는 또한 모릴 토지 허여 법안 아래 자금을 받을 수 있는 목적에 백인들에게 입장을 제한하고 흑인 학생들을 위하여 고등교육을 위하여 클래핀 대학교를 지정하는 법률을 통과시키기도 했다. 머리는 역사적으로 흑인 대학인 컬럼비아에 있는 주립 일반 학회에서 자신의 교육을 완료하였다. 교육은 해방 노예들 가운데는 긴급한 필요와 높은 소명이었고 머리는 섬터군에서 15년 동안 학교에서 가르쳤다. 그는 또한 어떤 농업 기술을 발명하기도 했다.

## 정치 경력
머리는 지방 조직과 정치에서 점차 활동적이 되어 19세기 후반에 사우스캐롤라이나주에서 공화당에서 중요한 역할을 했다. 그는 섬터군 공화당의 의장으로 선출되었다. 머리는 몇몇의 공화당 전당대회에서 대표였다.
1876년 백인 민주당원들이 폭행과 부정 선거에 이어 주의 입법의 통치를 다시 얻었고 그들은 인종 분리를 부과하는 법률을 통과시켜 흑인들을 위하여 유권자 등록과 투표를 더욱 어렵게 만들었다.  머리와 다른 흑인 지도자들은 이 선거 변화들을 저항하는 데 애를 썼으나 1882년 입법은 투표를 더욱 혼란스럽게 만든 "8칸 투표용지"를 위한 요구 사항을 통과시켰다. 백인 유권자들은 백인 등록인들에 의하여 지시가 주어졌으나 흑인 유권자들은 주어지지 못하고 그들의 투표 용지가 무표 처리되었다. 결과로서 흑인들의 투표율은 1890년으로 머리의 구역에서 흑인들 중에 날카롭게 떨어졌다.
1889년 경에 사우스캐롤라이나주에서 시작된 흑인 농부들 중에 정치적 지지를 모으는 운동인 "흑인 농부 동맹"을 위하여 결성하는 데 지도자로서 상승한 후 공화당과 연루되었다.  종교와 시민 단체들의 조직과 함께 흑인 농부 동맹은 흑인들의 포퓰리즘의 상승의 일부였고 1886년부터 1887년까지 주에서 "흑인 근로자 동맹"의 결성을 따라갔다.  둘다의 노력은 백인들이 더욱 나은 임금을 벌고 선거 시스템을 향상시키는 데 노력들을 반대하면서 밤늦게 비밀적으로 남성들이 가끔 회를 하면서 지방 조직과 함께 시작하였다.  회원들의 체포와 심문으로 인하여 흑인 근로자 동맹은 1887년 본질적으로 억압되었다.  밤마다 백인 민병대들은 흑인들의 회의들을 줄이려고 순찰을 했으나 결성된 노력들은 지속되었다.  머리는 흑인 근로자 동맹에서 지도자로서 상승하기 시작하였고 자신의 웅변 때문에 주의 강연자로 임명되었다.
국가의 공화당 행정부 아래 머니는 1890년 찰스턴 항구에서 연방 세관 검사로 임명되어 1892년까지 지냈다.  백인과 흑인 포퓰리스트들이 주에서 3번째 정당을 창조하는 데 애썼던 동안 머리는 흑인 "구두끈 구역" (그 모양으로 이름이 지어짐)으로부터 공화당 후보 지명을 얻었다.  그는 공화당 후보 지명을 위하여 이전 현직 하원 토머스 E. 밀러를 꺾었다.  머리는 53회 의회 (1893년 3월 4일 - 1895년 3월 3일)에서 사우스캐롤라이나주 제7선거구을 대표하였다. 그는 투표에서 괴롭힘과 차별과 함께 자신의 문제들을 상세히 말한 것에 투표소로부터 연방 조사관들을 제거하는 데 1893년에 제안된 법률에 대항하는 자신의 연설로 "공화당의 검은 독수리"로 알려지게 되었다.
재구획으로 인하여 머리는 1894년 사우스캐롤라이나주 제1선거구에 출마하였다. 백인 민주당원 윌리엄 엘리엇에게 유권자 투표를 패했어도 아프리카계 미국인 시민들을 차별한 몇몇의 지역 선거구들에서 부정 선거의 수많은 사례들로 인하여 성공적으로 선거에 이의를 제기하였다.  그 사례는 그의 호의에 결정되는 데 첫 의회 회의의 말기까지 가까이 걸렸으나 머리는 1896년 6월 4일부터 1897년 3월 3일까지 54회 의회에서 의석에 앉혀져 봉사하였다.
자신이 주에서 정치적 위기를 싸우는 데 시도를 하고 있었으면서 그는 두번쩨 회의의 일부에서 자신의 의석으로부터 결석하였다. 1895년부터 1896년까지 자신들의 통치를 위협했던 또다른 공화당-포퓰리즘 동맹을 방지하는 데 사우스캐롤라이나주에서 민주당 입법자들은 의무 거주 규정으로 변화들을 만들어 머리와 다른 흑인 사우스캐롤라이나주 정치인들이 항의했던 활용 능력, 극세금과 300 달러의 재산 요구 사항을 요구하면서 아프리카계 미국인 시민들을 효과적으로 박탈했던 새로운 주의 헌법을 강요하여〈뉴욕 월드〉에 1896년 7월 "미국의 국민들에게" 연설을 발행하면서 국가적 주의로 가져와 사우스캐롤라이나주에서 연방 중재를 위한 국가의 지지를 의문하였다.  헌법은 비준되었다.  사실상 1896년 선거에서 아무 흑인들도 투표할 수 없었다.
1897년 2월 머리는 "레임덕"으로서 의회로 돌아왔다. 그는 사우스캐롤라이나주 흑인 시민들의 권리 박탈로 들어가는 의회적 조사를 얻기를 원했으며 1896년 미국 대통령 선거의 너무 많은 투표인들을 제외시킨 후 그 선거에서 사우스캐롤라이나주의 유지된 9개의 선거 인단들에 반대할 의도였다 (전체의 주의 선거 인단들은 민주당 후보를 위하여 투표하였다). 그는 수백명의 사우스캐롤라이나주 공화당원들에 의하여 서명된 청원서를 가졌고 1896년 선거로부터 100,000명 이상의 적격의 흑인 유권자들이 박탈당했다는 것을 단언하여 주는 9개의 선거 인단들을 유지하지 말았어야 했다. 대통령으로서 공화당원 윌리엄 매킨리에 의하여 명백한 승리에 잠재적인 영향을 두려원 한 공화당원들은 선거 인단 계산을 방해하지 않기를 원했다. 머리는 연방 수사를 요구하는 데 반대 의사를 철회하라는 그들의 요청에 동의했으나 연방 수사를 위하여 지속적으로 요구하였다. 의회는 그의 요청에 따라 행동하지 않고 3월에 예정에 폐회하였다.
당시 모든 시민에게 적용되기 때문에 엄격하게 판결했던 미국 대법원으로 그러한 헌법 개정은 도전을 견뎌내어 차별적이 아니었다. 하지만 실제로 그 조항들은 흑인 유권자들에게 불리하게 사용되었다. 남부를 가로질러 1890년부터 1908년까지 주들은 새로운 헌법들을 통과시키고 흑인들의 선거권을 박탈했던 민주당원들에 의하여 지배되었다. 사우스캐롤라이나주와 대부분의 다른 주들에서 흑인들에 의한 투표는 반세기 이상 동안 거의 완전히 감소되어 남부에서 공화당을 불구로 만들었다. 투표를 제아하고 흑인들은 또한 배심원을 지내거나 지방 사무직을 위하여 출마하는 것으로부터 실격 처리되었다. 강력한 남부 민주당 블록은 총계 인구보다 투표할 수 있었던 시민들에 기초를 둔 선거 임명을 바꾸는 아무 노력들을 꺾었다.
머리는 자신의 농장으로 돌아갔다. 그는 자신이 흑인 소작인들에게 경작을 위해 임대했던 섬터군에서 대지에 투자하였다. 1903년 그는 자신이 세입자들 사이에 계약 분쟁과 관련이 있었다고 말했던 문제에 임대차 계약에 이름들을 날조한 것으로 기소되었다. 1905년 그는 전체 백인들로 이루어진 배심원들에 의하여 유죄 판결을 받고 3년 교도작업으로 선고를 받았다.  그의 호소는 실패하였다.

## 시카고에서 세월
그가 차별적인 재판의 결과였다는 것을 말했던 자신의 선고를 지내는 대신 그해에 머리는 일리노이주 시카고로 이주하였다. 역사가 존 F. 마샐렉은 머리의 평가와 함께 동의하여 재판을 "귀찮은 흑인의 공동체를 없애는 방향인 법적인 화이트캐핑"으로 묘사하였다. 그의 부인 엘라 머리가 이주하는 데 거부하면서 그녀와 머리는 이혼하였다. 1915년 그는 2,000명 가까운 남성들에게 두번째 기회를 준 사우스캐롤라이나주지사 콜먼 L. 블리즈에 의하여 사면되었다.
시카고에서 머리는 생명 보험과 부동산을 팔았다. 1908년 그는 결혼 생활로 자신의 딸 게이넬을 데려온 코넬리아 마틴에게 결혼하였다. 1920년대에 함께 머리 부부는 10세의 소년 도널드를 입양하였으며 또한 수많은 아이들을 양육하였다.
머리는 일리조이주 공화당에서 활동적이고 시카고 시장 윌리엄 헤일 톰슨의 협력자가 되었다. 이 시간 동안 그는 자신이 전국에 걸쳐 했던 연설의 모음이었던 인종 관계들에 관한 2권의 책을 출판하였다.
1926년 4월 21일 머리는 시카고에서 사망하였다. 추도사는 1890년 미시시피주도 또한 흑인들의 선거권을 박탈하기 전에 주의 연방 하원의원을 지냈던 그의 이웃 존 로이 린치에 의하여 주어졌다.  머리는 링컨 묘지에 안장되었다.

## 유산
현재 민주당 사우스캐롤라이나주 의원이자 민주당 부대표 제임스 E. 클라이번은 머리의 친척이다. 새로운 다수-소수 구역인 사우스캐롤라이나주 제6선거구로부터 1992년 처음으로 의회에 선출된 클라이번은 조지 머리 이래 주로부터 의회로 선출되는 데 첫 아프리카계 미국인이었다.  20세기의 전반에 주로부터 나가는 흑인들의 대이동을 포함한 인구 통계학적 변화들은 흑인들의 투표하는 데 능력을 회복하는 것에 대비하여 일정한 군들과 의회적 구역들에서 이전 흑인 다수들을 감소시켰다.

## 저서
- 〈인종 이상:애프로 아메리칸의 인종 문제들을 위한 효과, 원인 및 해결책〉(1914년)
- 〈어두운 곳의 빛〉 (1925년)

## 역대 선거 결과
| 선거명        | 직책명                                | 대수 | 정당   | 득표율 | 득표수  | 결과 | 당락                             |
| ------------- | ------------------------------------- | ---- | ------ | ------ | ------- | ---- | -------------------------------- |
| 1892년 선거   | 하원의원 (사우스캐롤라이나 제7선거구) | 53대 | 공화당 | 49.99% | 4,995표 | 1위  | 사우스캐롤라이나주 하원의원 당선 |
| 1894년 선거   | 하원의원 (사우스캐롤라이나 제1선거구) | 54대 | 공화당 | 40.92% | 3,913표 | 2위  | 낙선                             |
| 1894년 선거   | 상원의원 (사우스캐롤라이나 제2부)     | 54대 | 공화당 | 1.29%  | 2표     | 3위  | 낙선                             |
| 1896년 재선거 | 하원의원 (사우스캐롤라이나 제1선거구) | 54대 | 공화당 | 52.97% | 3,866표 | 1위  | 사우스캐롤라이나주 하원의원 당선 |
| 1896년 선거   | 하원의원 (사우스캐롤라이나 제1선거구) | 55대 | 공화당 | 33.95% | 2,478표 | 2위  | 낙선                             |
| 1898년 선거   | 하원의원 (사우스캐롤라이나 제1선거구) | 56대 | 공화당 | 33.54% | 1,529표 | 2위  | 낙선                             |